# Station Parnell
Station Parnell is een spoorwegstation in de Nieuw-Zeelandse stad Auckland. Het station werd geopend in 2017 en ligt tussen het stadsdeel Parnell en het park Auckland Domain.
Het station werd voor het eerst voorgesteld in 2005 door ARTA, de voorloper van KiwiRail en Auckland Transport. Eind 2016 werd het historische stationsgebouw van Newmarket verplaatst naar dit station. In 2005 leek het erop dat dit stationsgebouw gesloopt zou gaan worden, vanwege een grote verbouwing van station Newmarket. Nadat diverse organisaties zich tegen de sloop hadden verzet, omdat het betreffende gebouw gebouwd is in 1908 en een van de vijf historische en nog bestaande stationsgebouwen in Auckland was, werd in 2006 besloten het te verplaatsen naar Parnell. Het oude stationsgebouw is opnieuw in gebruik genomen als stationsgebouw.
Het station werd officieel geopend op 13 maart 2017. De eerste treinen stopten echter al een dag eerder op het station. In eerste instantie werd het station alleen bediend door de Zuidelijke Lijn en in de avonduren en in het weekend ook door de Westelijke Lijn. Sinds augustus 2018 stopt de Westelijke Lijn altijd op dit station.
In 2022 en 2023 werd gebouwd aan een nieuwe voetgangerstunnel bij het station.

## Bediening
De volgende treinen stoppen op station Parnell:
| Serie           | Treinsoort                           | Route                                                                                              | Bijzonderheden |
| --------------- | ------------------------------------ | -------------------------------------------------------------------------------------------------- | --- |
| Zuidelijke Lijn | Voorstadspoorweg (Auckland One Rail) | Waitematā – Parnell – Newmarket – Ōtāhuhu – Puhinui – Manurewa – Takaanini – Papakura – (Pukekohe) | Rijdt iedere twintig minuten. Rijdt in de spits iedere tien minuten, maar rijdt dan eens in de twintig minuten tot Pukekohe. Rijdt 's avonds eens in het halfuur.           |
| Westelijke Lijn | Voorstadspoorweg (Auckland One Rail) | Waitematā – Parnell – Newmarket – New Lynn – Henderson – Swanson                                   | Rijdt iedere twintig minuten. Rijdt in de spits iedere tien minuten. Rijdt 's avonds eens in het halfuur. Station Maungawhau wordt verbouwd en zal in 2026 worden heropend. |